# Никола Стоянов (предприемач)
Никола Стоянов е български предприемач, роден през 1974 г. в град Видин. Работи основно в сферата на недвижимите имоти и строителството в България и чужбина, утвърден експерт в областта.
Дейността му стартира пред 1996 г. Живее и трупа началния си опит в Лондон, който прилага след завръщането си в България. Стоянов е собственик на корпоративната група Stoyanov Enterprises. Основател и генерален директор на Luximmo Group, водеща група местно и международно награждавани агенции, покриваща целия сектор на имоти, която управлява заедно с Невена Стоянова, негов бизнес партньор и съпруга. Заедно с френски партньори Стоянов основава български клон на Barnes, международна агенция за луксозни имоти. Никола Стоянов е и съсобственик на строително-инвестиционната компания "Тасков & Стоянов".